# (8086) Peterthomas
(8086) Peterthomas (1989 RB6) – planetoida z pasa głównego asteroid okrążająca Słońce w ciągu 7,84 lat w średniej odległości 3,94 au. Odkryta 1 września 1989 roku.